# 원이중학교
원이중학교(園梨中學校)는 대한민국 충청남도 태안군 원북면 마산리에 있는 공립 중학교이다.

## 학교 연혁
- 1971년 3월 1일 : 개교(21학급, 개교기념일 3월 11일)
- 1985년 3월 1일 : 원이중학교이원분교장 설립(3학급)
- 2011년 3월 1일 : 자율학교 지정(기숙형중학교)
- 2022년 2월 28일 : 원이중학교 본ˑ분교 통폐합
- 2023년 3월 1일 : 자율학교 재지정(기숙형중학교)
- 2023년 9월 1일 : 제29대 최영용 교장 취임
- 2024년 2월 7일 : 제51회 졸업식 43명 졸업(총 8,283명)
- 2024년 3월 4일 : 제54회 입학식 66명 입학(남 35명, 여 31명)

## 참고 자료
- 원이중학교 - 한국교육학술정보원 학교알리미